# W. Herbert Dunton

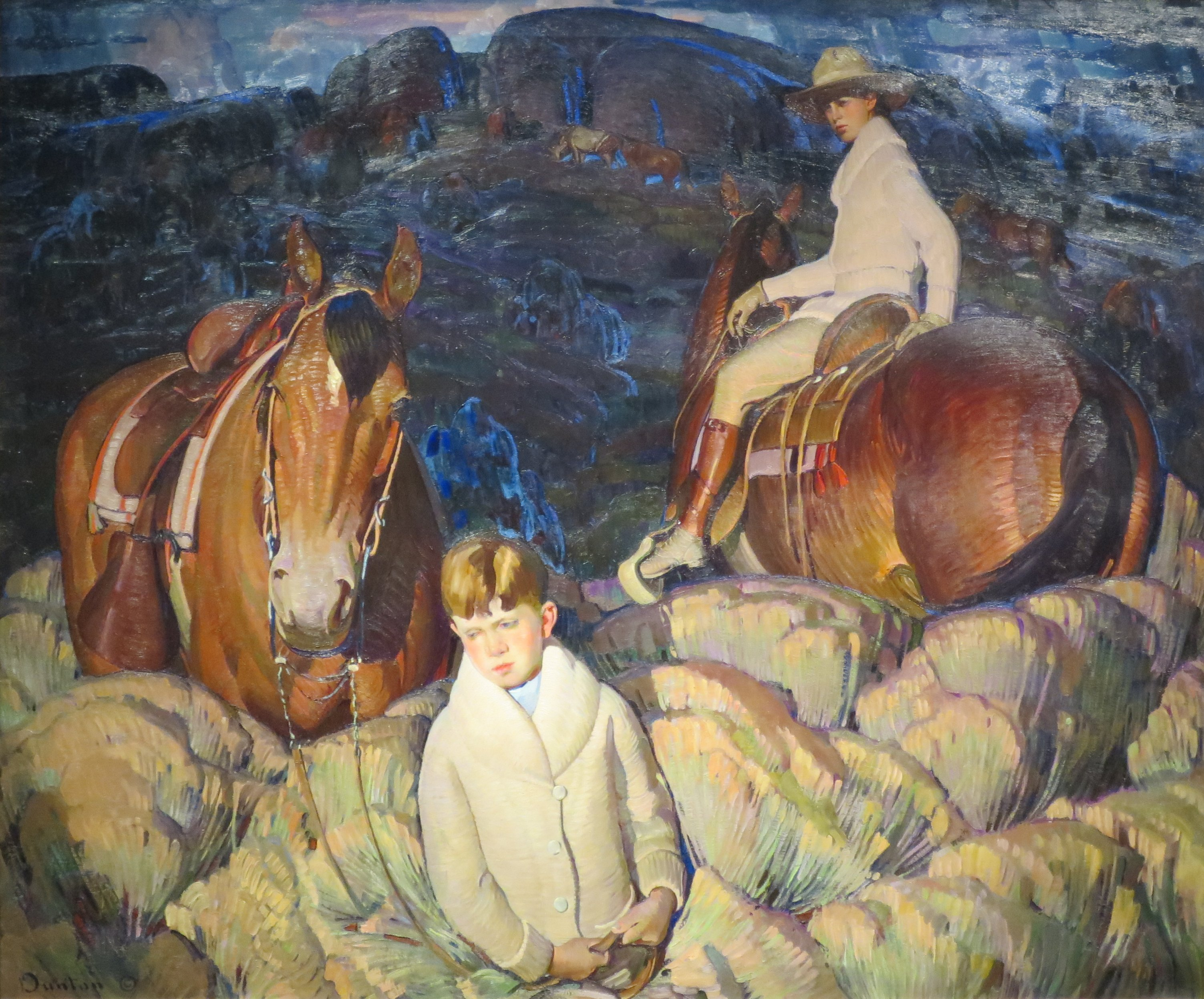
My Children, 1920. New Mexico Museum of Art

William Herbert „Buck“ Dunton (* 28. August 1878 in Augusta, Maine; † 18. März 1936 in Taos, New Mexico) war ein US-amerikanischer Maler und Illustrator. Er ist bekannt für seine Darstellungen des amerikanischen Westens, insbesondere von Cowboys und der Landschaft des Südwestens der Vereinigten Staaten.

## Leben
Herbert Dunton war Autodidakt und entwickelte einen eigenen Stil, der zu einer erfolgreichen Karriere als Illustrator führen sollte. Im Alter von 16 Jahren verkaufte er seine ersten Zeichnungen an eine Zeitschrift und brach die Schule ab, um als professioneller Illustrator zu arbeiten. Zu den Zeitschriften, für die Dunton arbeitete, gehörten Harper’s Weekly, Collier’s, Woman's Home Companion, Scribner's, Cosmopolitan und andere. Er illustrierte auch zahlreiche Bücher, darunter einige der klassischen Cowboy-Geschichten von Zane Grey. 
Die Suche nach Motiven für Illustrationen über das Leben im Westen führte Dunton 1896 zum ersten Mal in den Westen, nach Montana. In den folgenden 15 Jahren verbrachte er jeden Sommer damit, den Westen zu bereisen und Skizzen anzufertigen, die als Grundlage für seine Illustrationen in Zeitschriften dienen sollten. Der Wunsch, sich ernsthafter mit der Malerei zu beschäftigen, führte ihn 1912 zur Art Students League, wo sein Lehrer Ernest Blumenschein einen Besuch in Taos vorschlug. Dunton war sofort vom malerischen Reichtum New Mexicos fasziniert und fand seine Lieblingsmotive in der Tierwelt und den rauen Bergbewohnern der Region. Während der Depression, die ihn finanziell und zunehmend auch gesundheitlich beeinträchtigte, arbeitete Herbert Dunton an den Wandgemälden des Public Works of Art Project und beschäftigte sich mit der Lithografie.

## Werk
Herbert Duntons Werke zeichnen sich durch realistische und lebendige Darstellungen des Lebens im amerikanischen Westen aus. Er konzentrierte sich auf Szenen mit Cowboys, wilden Tieren und der Landschaft des Südwestens. Seine Bilder spiegeln die Romantik und Mythologie des Westens wider und trugen zur Popularisierung dieses Bildes in der amerikanischen Kunst bei.